# Bazylika św. Bawona w Haarlemie
Bazylika katedralna świętego Bawona w Haarlemie (niderl. Kathedrale Basiliek van Sint-Bavo) – kościół rzymskokatolicki, położony w Haarlemie przy ulicy Leidsevaart.
Świątynia została zbudowana w stylu neoromańskim w latach 1895–1898, transept i nawa pochodzą z lat 1902–1906. Od 1898 jest katedrą diecezji Haarlemu-Amsterdamu.